# Thermonectus duponti
Thermonectus duponti är en skalbaggsart som först beskrevs av Aubé 1838.  Thermonectus duponti ingår i släktet Thermonectus och familjen dykare. Inga underarter finns listade i Catalogue of Life.